# Ignacio Taboada
Ignacio Taboada (* 6. Dezember 1989) ist ein ehemaliger US-amerikanischer Tennisspieler.

## Karriere
Taboada, der mit 10 Jahren Tennis zu spielen begann, erreichte bei den Junioren 2007 mit Platz 196 seine beste Notierung. Nach seiner Zeit als Junior begann er ein Studium an der University of Miami, wo er zu einer der besten College-Tennis-Spieler der Hochschule wurde. In seinem zweiten Jahr wechselte er an die University of Georgia, wo er 2012 das Studium abschloss.
Taboada spielte in seiner Profilaufbahn nur sehr wenige Turniere und gewann nur sehr selten ein Match. 2007 bis 2009 spielte er im Einzel lediglich jeweils ein Turnier auf der ITF Future Tour, wo er immer zum Auftakt verlor. Bei seinen beiden Auftritten im Doppel 2006 und 2009 gewann er immerhin ein Match. Davon abgesehen spielte er nur ein weiteres Turnier, und zwar auf der ATP World Tour. Dank einer Wildcard bekam Taboada mit Kevin Kim in seiner Heimatstadt Atlanta die Chance im Doppel anzutreten. Hier verloren die Locals gegen Colin Ebelthite und Marinko Matosevic in zwei Sätzen. In der Weltrangliste konnte sich der US-Amerikaner nie platzieren und er bestritt nach diesem Turnier keine weiteren Matches mehr.